# 가변차로

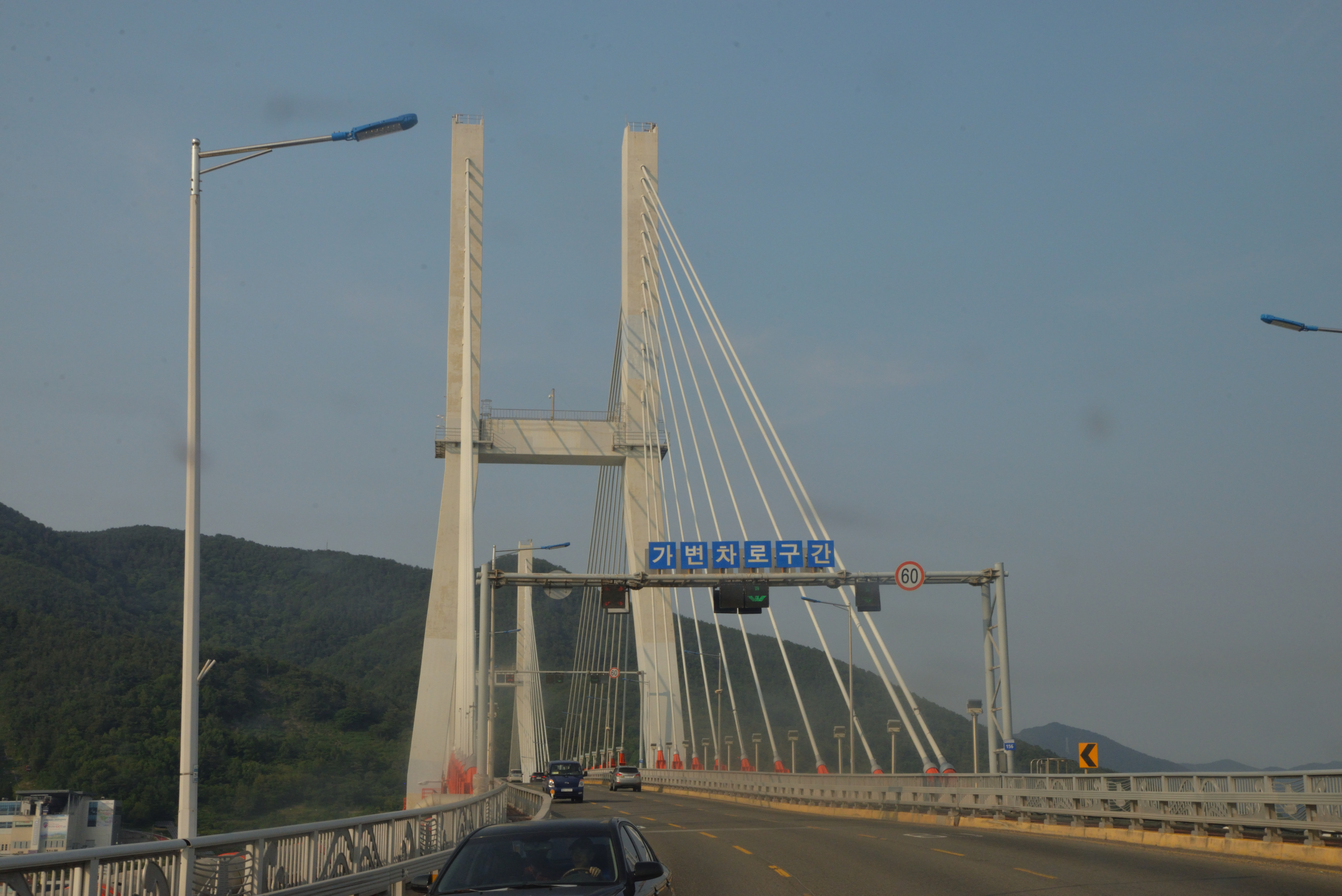
창선·삼천포대교의 3차로 가변차로 구간

가변차로(可變車路)는 양방향 도로의 통행량이 일정하지 않을 때 1차로 또는 2차로의 통행 방향을 자동 또는 수동으로 바꾸어 사용할 수 있는 길이다. 고속도로에서는 통행이 가능한 갓길로 설명되기도 한다.

## 목적
도로를 효율적으로 이용하거나, 교통 소통의 원활, 교통 이용자의 편의를 목적으로 탄력성 있게 운용하기 위함이다.
따라서 좌우차선에 시간이나 교통량에 맞게 조절하여 차량 통행이 많은 쪽의 차선은 늘려주고, 통행이 적은 차선 쪽은 줄여준다. 
일반 도로는 중앙선이나 중앙분리대를 기준으로 좌우 같은 수의 차선을 두는 반면 가변차로의 경우 특정 시간(러시아워) 대에 따라 통행 방향이나 교통 소통량의 차이로 인하여 자칫 역주행 위험은 물론, 차량의 상대적 소통 효율이 떨어지는데다 막대한 시간낭비를 초래함으로써 운영 효용성이 떨어지기 때문에 최근에는 그 이용 빈도가 점점 줄어들고 있다. 

## 기능

### 원리
| × | ↓ |

위 그림같이 빨간색 × 표시하고 초록색 ↓ 표시로 구분한다. 
총 차로 수가 홀수인 곳의 경우 새벽 시간대에는 안전을 위해 중앙분리대처럼 사용(즉 양방향 모두 ×표시)하는 경우도 있다. 이는 과거 서울 청계천 고가도로 등에서 사용하였으며, 창선·삼천포대교에서는 현재도 운영하는 방식이다. 
또한 교행 차로의 가변 차로에서 방향을 바꿀 경우 10분 이상의 시간 차를 두고 해당 차로의 진입을 통제한다.
| - 러시아워 시간대에 통행량을 조절시켜 도시의 교통을 원활하게 해준다. - 필요한 방향에 추가적인 용량을 제공할 수 있다. - 일방통행제를 할 시에는 우회거리가 증가할 수 있지만 가변차로는 해당 문제점을 방지한다. - 반대방향의 평행도로가 없더라도 일방통행제를 할 때와 같은 장점을 살릴 수 있다. - 대중교통 노선의 재조정이 필요 없다. | - 특정 시간마다 도로의 통행 방향이 바뀌기 때문에 역주행 사고 발생 위험이 높으며, 운전자들이 혼란을 겪을 수 있다. - 교통량이 적은 쪽에 대한 용량이 부족할 수 있다. - 교통량이 적은 쪽에 버스정류장을 폐지하거나 좌회전·유턴을 금지해야만 하는 경우가 발생한다. - 일방통행 이상으로 차량통제설비 설치 비용이 든다. - 자칫 역주행 사고의 심각성이나 빈도가 높아질 수 있다. - 양쪽 통행량이 모두 높은 상태가 된다면 사용하느니만 못한 상태가 된다. |

## 가변차로 시행도로
| - 안암로 - 혜화고가 - 왕십리길 - 용호로 - 소공로 - 영등포로 - 월계로 - 성산로 - 사가정길 - 현충로 - 경인로 | - 중앙로 | - 창선·삼천포대교 구간 |

창선·삼천포대교 가변차로 구간
- 창선대교 구간
- 늑도 구간
- 초양도 구간
- 삼천포대교
- 가변차로 종료 구간